# SNCF BB 7200
Die BB 7200 ist eine französische Elektrolokomotivbaureihe für den Einsatz auf dem Gleichstromnetz der SNCF mit 1,5 kV. Die Lokomotiven wurden von Alstom in den Jahren 1976 bis 1985 gebaut und waren die letzten an die SNCF ausgelieferten reinen Gleichstromlokomotiven, alle späteren Entwicklungen sind Mehrsystemlokomotiven.
Die Lokomotiven besitzen die für französische Lokomotiven der 1960er und 1970er Jahre typische Frontform des Designers Paul Arzens, die „Nez cassé“ („gebrochene Nase“) genannt wird. Sie wurde erstmals bei den Maschinen der Reihe CC 40100 verwirklicht und kam auch bei den Schwesterlokomotiven der BB 7200, den Wechselstromloks der Baureihe BB 15000 und den Zweisystemloks der Baureihe BB 22200 zur Anwendung. Ab der Lokomotive mit der Betriebsnummer 7236 wurde die Frontscheibe zugunsten eines geräumigeren Führerstands weniger steil ausgeführt.

## Konstruktion

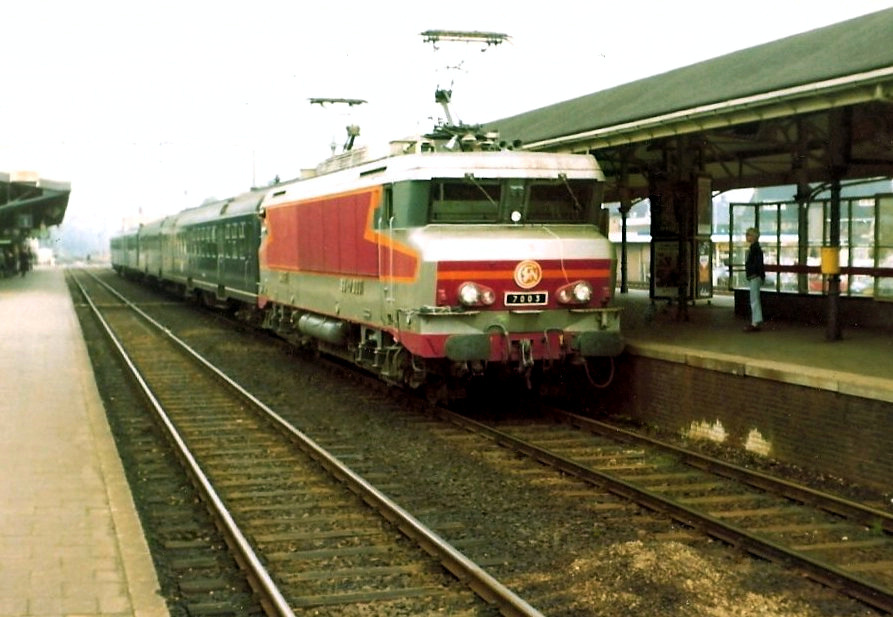
Prototyp BB 7003 in Hilversum (1976)

Die BB 7200 wurden von der Prototypmaschine BB 7003, der zu diesem Zweck umgebauten BB 15007, abgeleitet und waren die ersten französischen Gleichstromloks mit elektronischer Leistungsregelung (Thyristorsteller, 'Chopper'). 
Als Mehrzwecklokomotiven sind die BB 7200 in der Lage, sowohl schwere Güterzüge als auch schnelle Reisezüge zu befördern. 103 Maschinen der Baureihe wurden für den Güterzugdienst mit niedriger Getriebeübersetzung ausgeliefert, ihre Höchstgeschwindigkeit beträgt 100 km/h. Es handelt sich um die 1976/77 gebauten BB 7201–7235, die 1981/82 gebauten BB 7343–7380 und die 1984/85 gebauten BB 7411–7440, letztere wurden zudem mit Rekuperationsbremsen und weiteren technischen Neuerungen ausgestattet. Die BB 7236–7342 (Baujahre 1978–1981) und BB 7381–7410 (Baujahre 1982–1984) wurden für den Personenzugdienst mit hoher Übersetzung ausgeführt und für 160 km/h zugelassen. Für schwere Schnellzüge zwischen Paris und Bordeaux wurden die drei Lokomotiven BB 7261–7263 für eine Höchstgeschwindigkeit von 200 km/h gebaut. Andere BB 7200 besitzen seit April 2007 eine Wendezugsteuerung.

## Einsatz
Mit ihrer Inbetriebnahme im Jahr 1976 wurden die BB 7200 zunächst dem Depot Villeneuve-Saint-Georges zugeteilt. Seitdem hat sich ihr Einsatzgebiet stetig ausgeweitet, und so sind die Lokomotiven heute praktisch auf dem gesamten Gleichstromnetz der SNCF vor Schnell- und Regionalzügen ebenso wie vor Güterzügen zu beobachten.
Die reinen Güterzuglokomotiven der ersten Serie wurden zwischen Villeneuve und Miramas über Limoges oder Lyon eingesetzt. Für den Einsatz im Verkehr nach Italien über die Ligne de la Maurienne, wo sie bis zu 1600 t schwere Züge über die Rampen zogen, wurden die Loks der zweiten Serie in Chambéry beheimatet. 2004 wurden sämtliche Maschinen der Gütervariante in Dijon zusammengezogen. Seitdem laufen sie auf den Achsen Gevrey–Rangierbahnhof Sibelin–Miramas und Gevrey–Modane, wurden aber auch noch im Schiebedienst auf der Maurienne-Strecke gebraucht. Der zunehmende Einsatz der Baureihe BB 27000 führte 2015 zu ersten Abstellungen; im Herbst 2018 waren noch 30 Maschinen der Güterversion im Einsatz.
Die Lokomotiven für Personenzüge sind vor allem im Reisezugverkehr im Südwesten Frankreichs eingesetzt, darunter auch die 200-km/h-Maschinen, die vor allem die Züge der Relation Paris–Toulouse befördern.
Die BB 7200 mit Wendezugsteuerung laufen vor den Doppelstockzügen zwischen Paris und Laroche, wo sie die Baureihe BB 9700 aus diesen Diensten verdrängt haben. Ab 2008 sollen auch die neuen TER-Wendezüge der Achse Paris-Dijon-Lyon mit BB 7200 bespannt werden.
Mit der Aufgliederung der SNCF in verschiedene Geschäftsbereiche wurde der Bestand an BB 7200 zum 1. Januar 1999 aufgeteilt:
- Fernverkehr: VFE (Kennziffer 1)
- überregionaler Personenverkehr: CIC (Kennziffer 2)
- Güterverkehr: Fret (Kennziffer 4)
- Regionalverkehr: TER (Kennziffer 5).

Die Kennziffern werden den Loknummern vorangestellt.

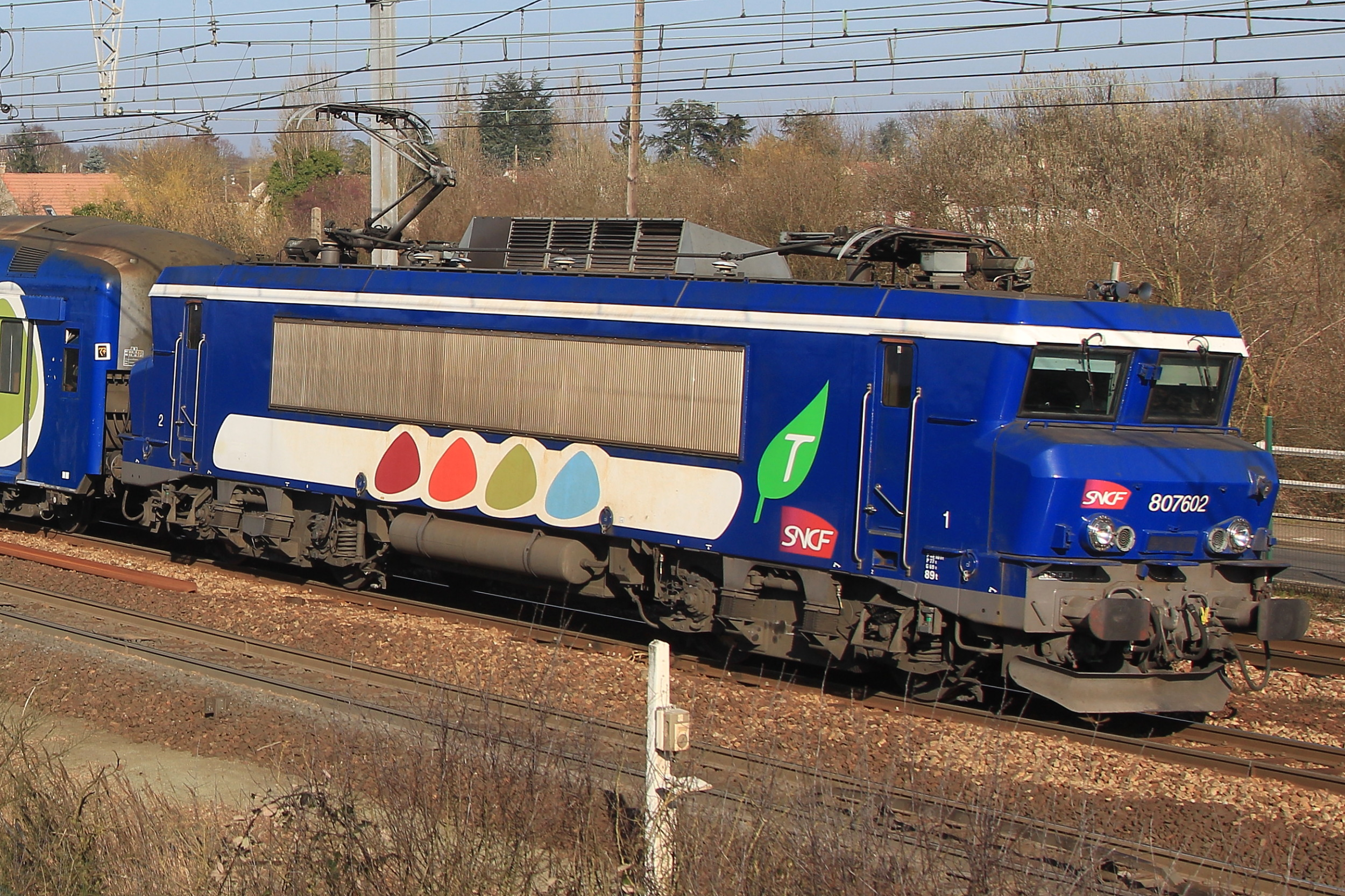
BB 7600 in der „Transilien“-Lackierung

Seit 2012 kommen 14 Lokomotiven auf der Linie N des Transilien-Netzes vor Doppelstockwagen des Typs VB 2N zum Einsatz. Zu diesem Zweck werden sie nun als BB 7600 bezeichnet. Sie wurden für den Personenverkehr ertüchtigt (1,5-kV-Heizkabel, Wendezugsteuerung) und haben eine neue Lackierung im Transilien-Design erhalten.

### Farbgebung

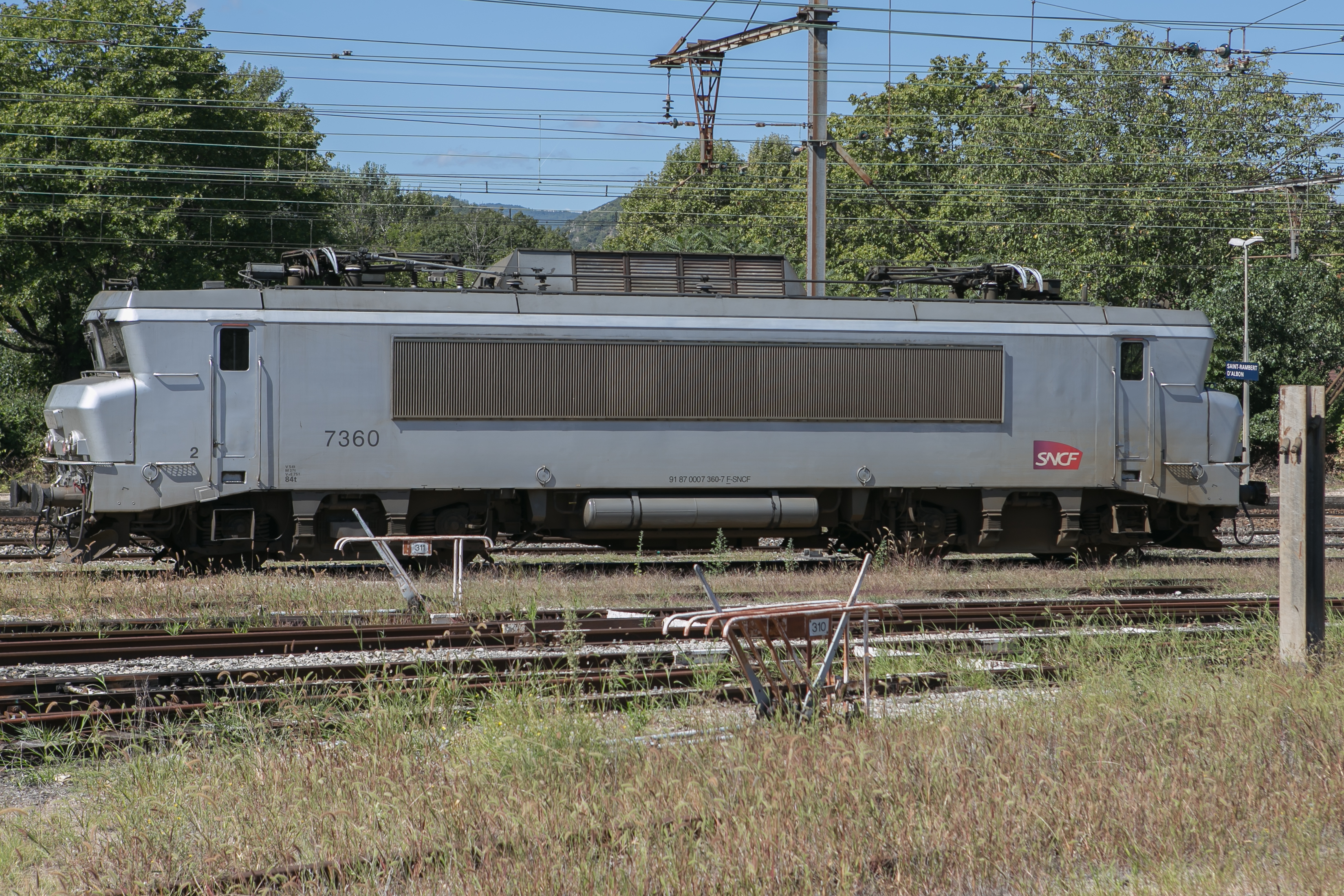
BB 7360 in grauer „Fantôme“-Lackierung

Bei der Ablieferung waren sämtliche Lokomotiven der Baureihe BB 7200 in der damals aktuellen „Béton“-Farbgebung (grau mit orangefarbiger Zierlinie) lackiert. 1996 wurde damit begonnen, die „Béton“-Farbgebung durch die „Corail+“-Lackierung zu ersetzen. Ab dem Jahr 2000 wurden die Loks entsprechend der Zugehörigkeit zu den verschiedenen Geschäftsbereichen der SNCF umlackiert. Zunächst erhielten die Maschinen des Güterverkehrs die Farbgebung „Fret“, ab 2003 dann die des Personenfernverkehrs die „En Voyage“-Beklebung. Ab 2011 bekamen die Maschinen des Infrastrukturbereichs einen gelben Lokomotivkasten, zwei Jahre später musste „En Voyage“ allmählich der grauen Lackierung „Fantôme“ weichen. Die blaue Farbgebung „Transilien“ erhielten die in der Île-de-France laufenden Loks; die beim TER Bourgogne eingesetzte BB 7321 blieb mit ihrer roten Front ein Einzelstück.
Folgende Maschinen waren mit Stand Mai 2013 umlackiert:
- Multiservice (Corail+): BB 7258, 7292
- Fret: BB 7212, 7400, 7411
- En Voyage: BB 7201, 7202, 7205, 7206, 7211, 7215, 7217, 7218, 7229, 7230, 7236–7249, 7284, 7286, 7290, 7291, 7319, 7320, 7322, 7323, 7340, 7391, 7402, 7409, 7410
- Transilien: BB 7311, 7312, 7314, 7325, 7326, 7327, 7330, 7331, 7332, 7335, 7337, 7339, 7341, 7342 (die Umlackierung erfolgte bei Umbau und Umnummerierung in BB 7601 bis BB 7614)
- Grau (grise bzw. fantome): BB 7203, 7204, 7208, 7210, 7213, 7214, 7216, 7219, 7221, 7223, 7235, 7250, 7278, 7287, 7309, 7310, 7388, 7396
- TER Bourgogne: BB 7321[7]

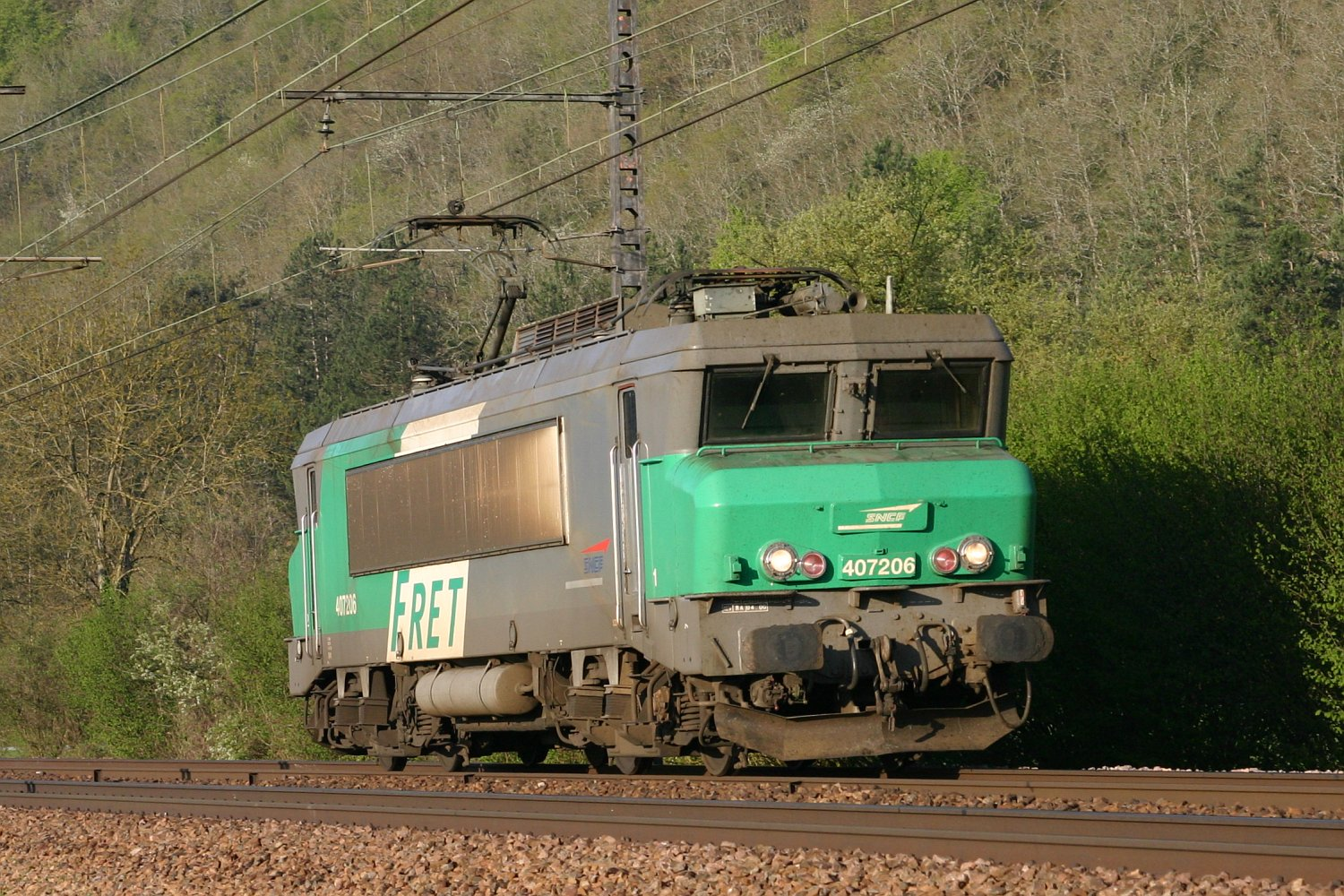
BB 7206 in der Farbgebung „Fret“ (2007)
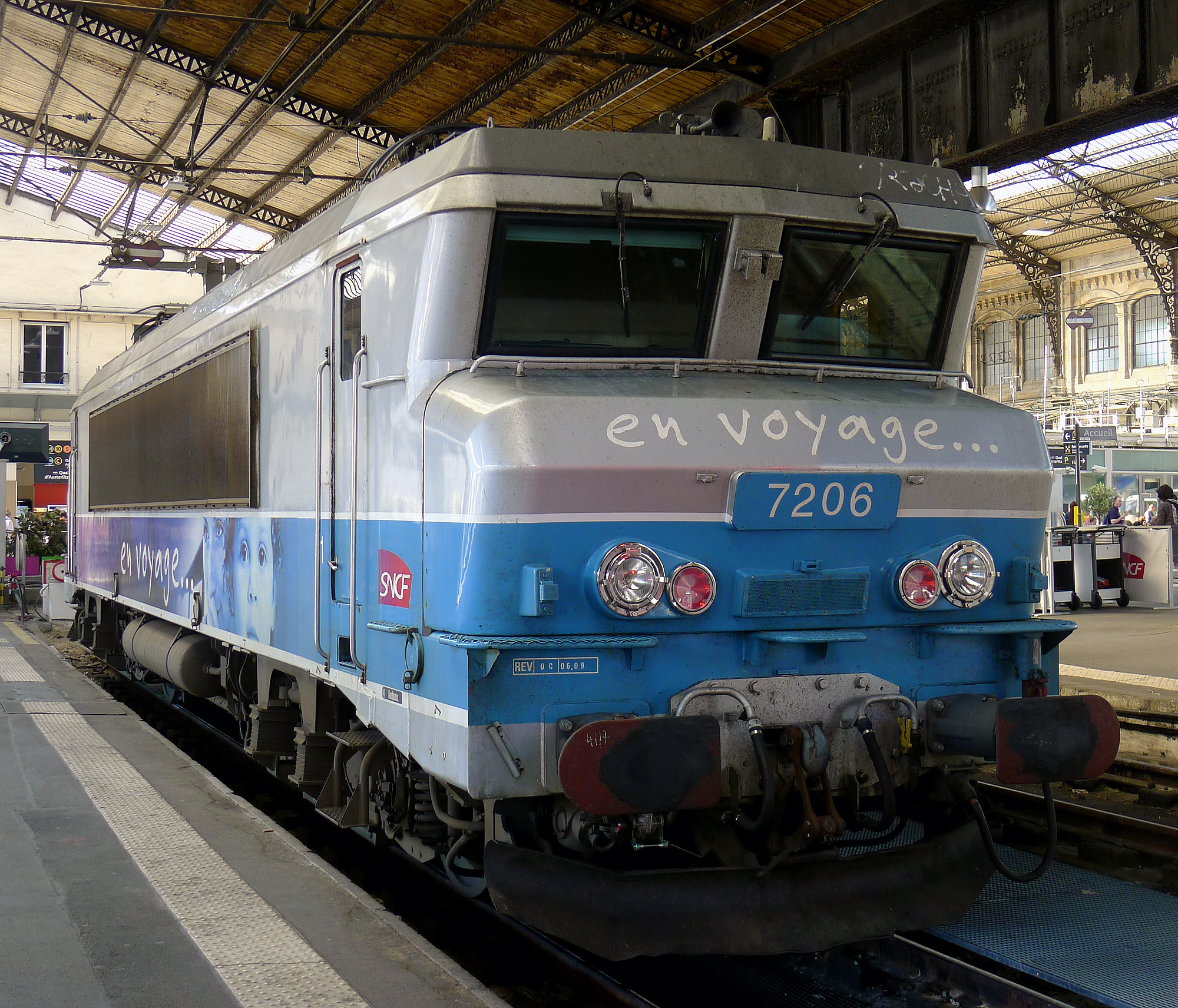
BB 7206 in der Farbgebung „En Voyage“ (2015)
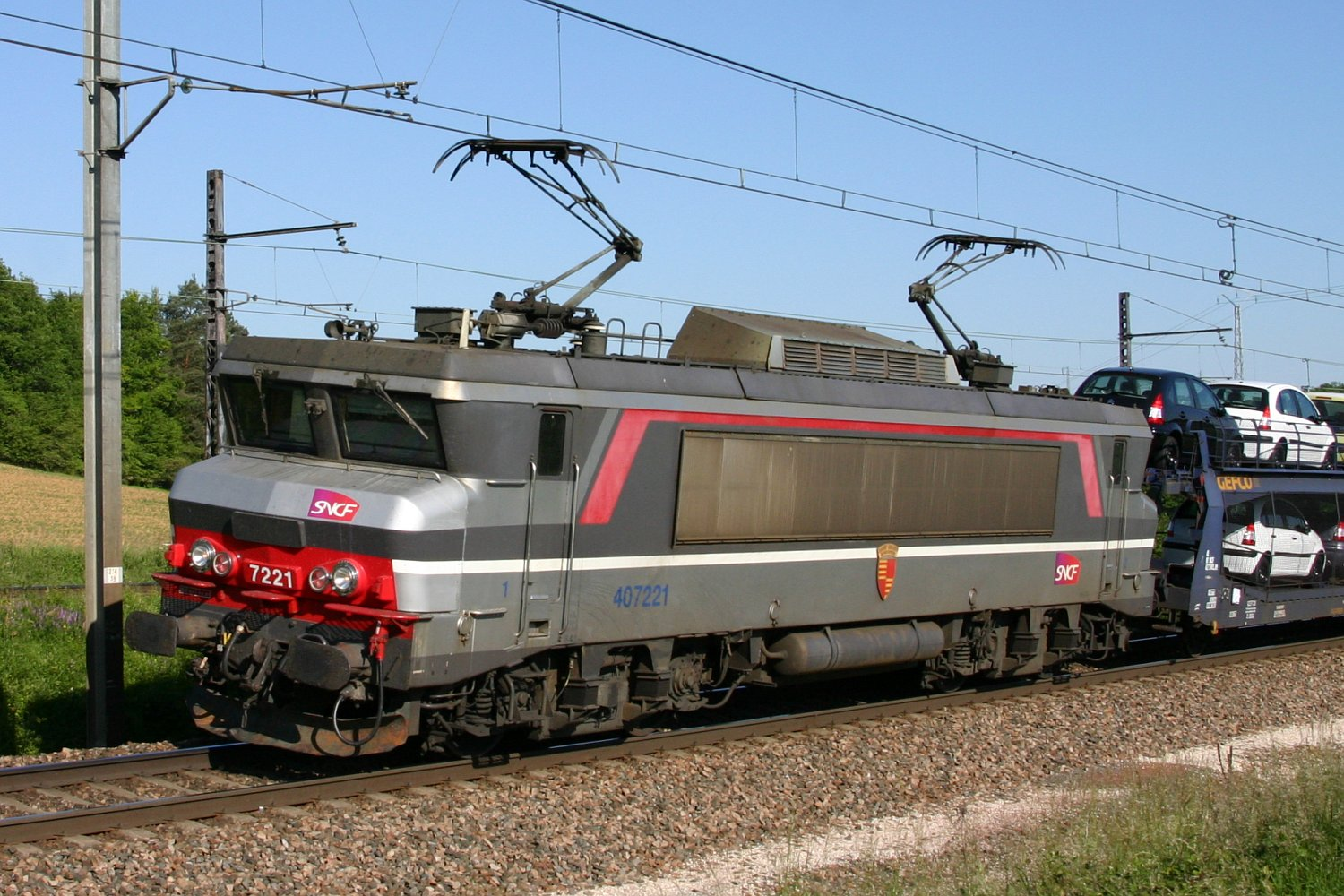
BB 7221 mit der Lackierung „Multiservice“ (2006)
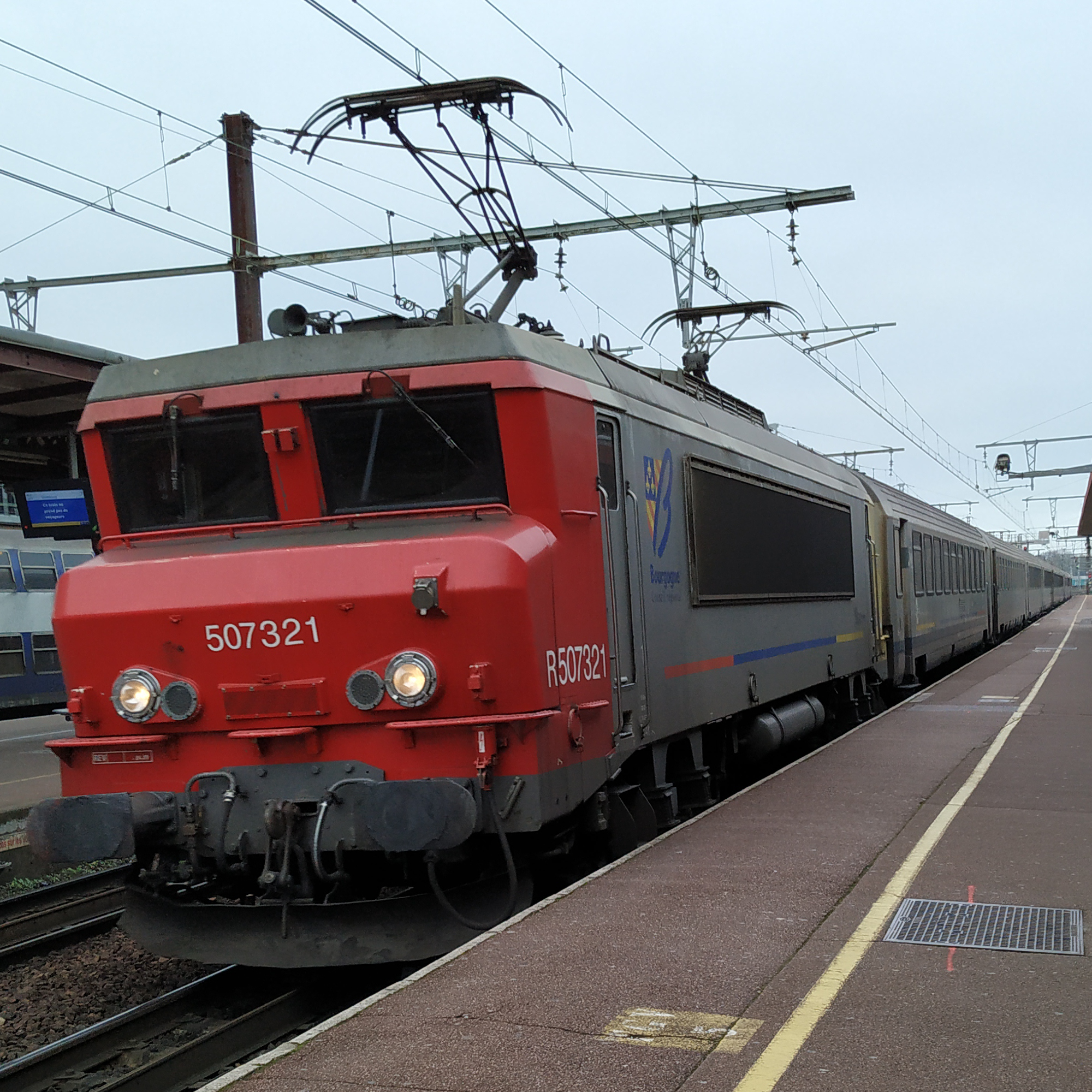
BB 7321 in der Farbgebung des TER Bourgogne

### Besondere Lokomotiven

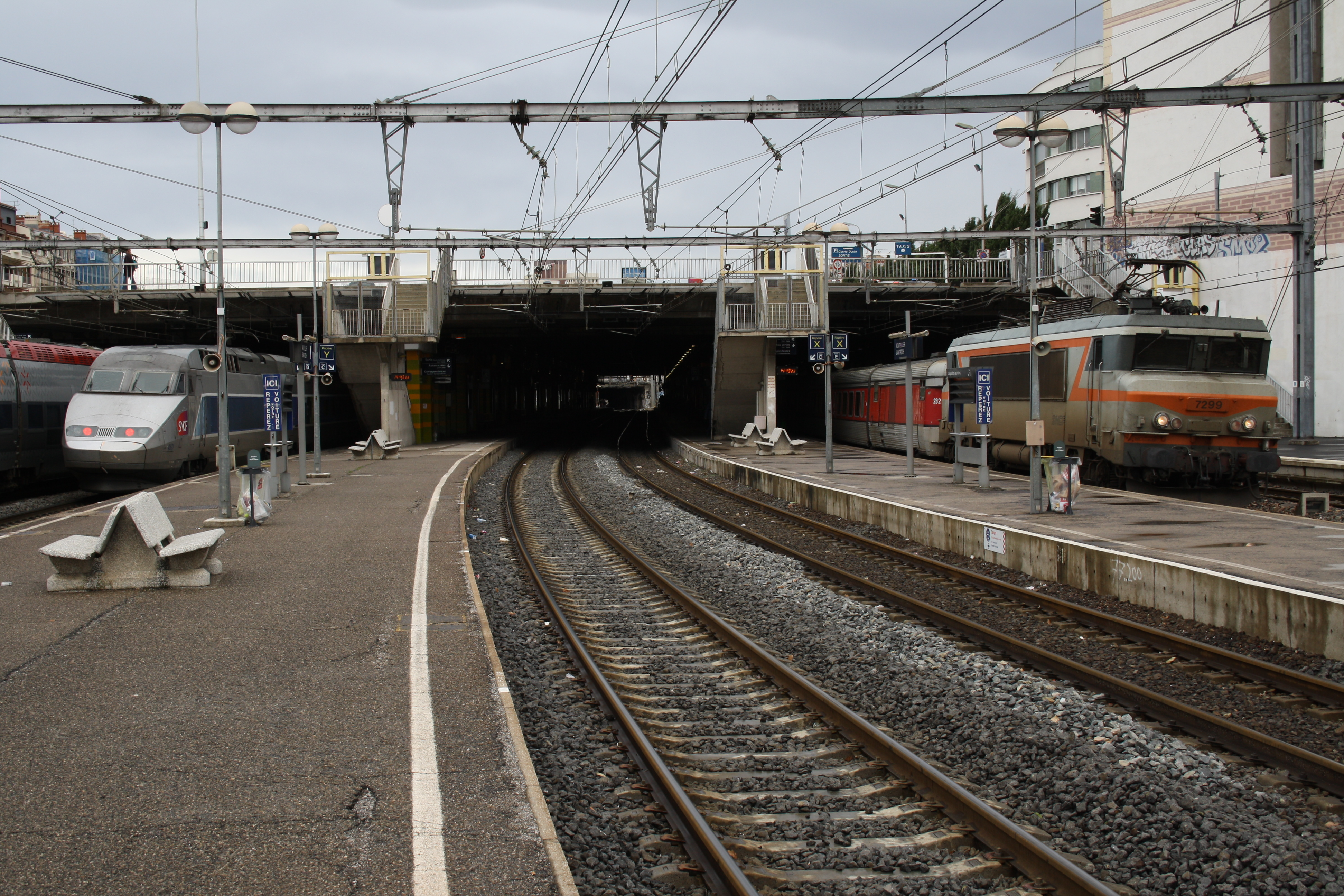
BB 7299 vor Talgo III RD im Bahnhof Montpellier-Saint-Roch (2009)

- BB 7261 bis 7263: Lokomotiven für 200 km/h
- BB 7209, 7210, 7308: Bereits ausgemustert
- BB 7201 bis 7208, 7211 bis 7235: Güterzuglokomotiven
- BB 7241, 7243, 7245, 7290, 7291: Lokomotiven mit Wendezugsteuerung
- BB 7281 bis 7299: Lokomotiven zur Beförderung von Talgozügen in Frankreich[2]
- BB 7343 bis 7380: Doppeltraktionsfähige Güterzuglokomotiven
- BB 7411 bis 7440: Doppeltraktionsfähige Güterzuglokomotiven mit Rekuperationsbremse